# 渡辺寿男
渡辺 寿男（わたなべ としお、1921年4月11日 - 2008年11月19日）は、日本の経営者。山陽電気鉄道社長、会長を務めた。兵庫県神戸市出身。

## 経歴
1942年に京都帝国大学工学部機械工学科を卒業し、1945年に山陽電気鉄道に入社。1966年11月に取締役に就任し、1973年5月に常務、1977年6月に専務を経て、1981年6月に社長に就任。1986年6月に会長を経て、1991年6月から相談役を務めた。
2008年11月19日に死去。87歳没。